# Vasili Berezuțki
Vasili Vladimirovici Berezuțki  (în rusă Василий Владимирович Березуцкий; n. 20 iunie 1982, Moscova, RSFS Rusă, URSS) este un antrenor de fotbal rus și un fost jucător care a jucat ca fundaș. Și-a început cariera profesională în 1999 la vârsta de 17 ani. A jucat pentru echipa națională de fotbal din Rusia, reușind să obțină cea de-a 100-a selecție la 6 septembrie 2016 într-un amical împotriva Ghanei .  A jucat ca fundaș lateral și central și uneori pe posturile de aripă sau mijlocaș. 
Vasili a început să joace fotbal la școala sportivă Smena din Moscova. Fratele său geamăn, Aleksei, a fost, de asemenea, fundaș la ȚSKA Moscova.
El și-a anunțat oficial retragerea din activitatea de jucător la 21 iulie 2018.

## Cariera internațională
Vasili a marcat primul său gol pentru Rusia în timpul unui meci de calificare la Euro 2008 împotriva Macedoniei. 
El a făcut parte din lotul echipei Rusiei care a participat la Euro 2008 și a intrat în cel de-al doilea meci al grupelor împotriva Greciei, jucat la Salzburg și a jucat în semifinala împotriva Spaniei de la Viena.
El a fost numit în lotul lărgit al Rusiei pentru UEFA Euro 2012, dar a trebuit să renunțe la convocare înainte de începerea turneului din cauza unei accidentări la coapsă.
La 2 iunie 2014, el a fost inclus în echipa Rusiei care a participat la Campionatul Mondial din 2014 și a fost numit căpitan al echipei. A mai participat la Euro 2016 și a marcat golul egalizator în prelungirile partidei de deschidere a Rusiei împotriva Angliei.

## Cariera de antrenor
La 3 ianuarie 2019, Vasili și fratele său geamăn Aleksei s-au alăturat clubului olandez Vitesse ca antrenori secunzi ai lui Leonid Sluțky, care i-a antrenat la ȚSKA și la echipa națională.